# Vallandry
Vallandry is een skidorp in het Franse wintersportgebied Les Arcs, deel van Paradiski. Het bevindt zich op het grondgebied van de gemeente Landry in het departement Savoie. Vallandry werd in de jaren 80 aangelegd als aanvulling op Plan Peisey dat zich er juist ten zuiden van, in Peisey-Nancroix, bevindt. Vallandry opende in de winter van 1986. Het skigebied Peisey-Vallandry werd intussen volledig geïntegreerd in Les Arcs, dat zich ten noorden en oosten van Peisey-Vallandry bevindt. Zowel Plan Peisey als Vallandry liggen tussen 1550 en 1720 meter boven het zeeniveau.

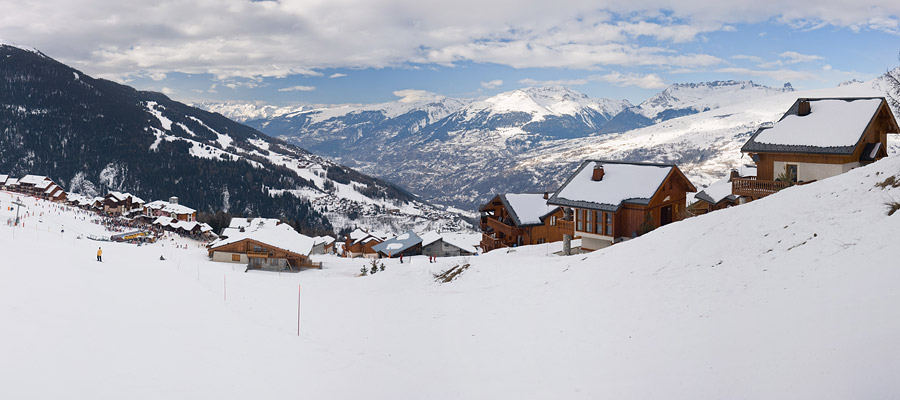
Bergafwaarts zicht op Vallandry vanaf de piste Morey. Aan de overkant van de vallei ligt Les Coches (La Plagne), waarmee Plan Peisey is verbonden door de gondelbaan Vanoise Express.